# باغک جنوبی
باغک جنوبی روستایی از توابع بخش مرکزی در شهرستان تنگستان استان بوشهر ایران است.
این روستا در سال ۱۳۸۸ با تجمیع روستاهای عالی شمس‌الدین، رمه چر، تخماری، ده نو، باغ سالم شمالی، باغ سالم جنوبی، ده کهنه، شمشیری، مل باریک و جوی از توابع دهستان باغک به عنوان روستای «باغک جنوبی» شناخته شد.

## جمعیت
این روستا در دهستان باغک قرار دارد و بر اساس سرشماری سال ۱۳۹۰ جمعیتی برابر با ۱٬۲۱۰نفر (۳۲۰خانوار) دارد.
جمعیت مجموعه آبادی‌های تجمیع شده آن، بر اساس سرشماری سال ۱۳۸۵ برابر با ۱٬۱۲۸نفر (۲۵۳خانوار) بوده‌است.